# Veckholms gamla prästgård

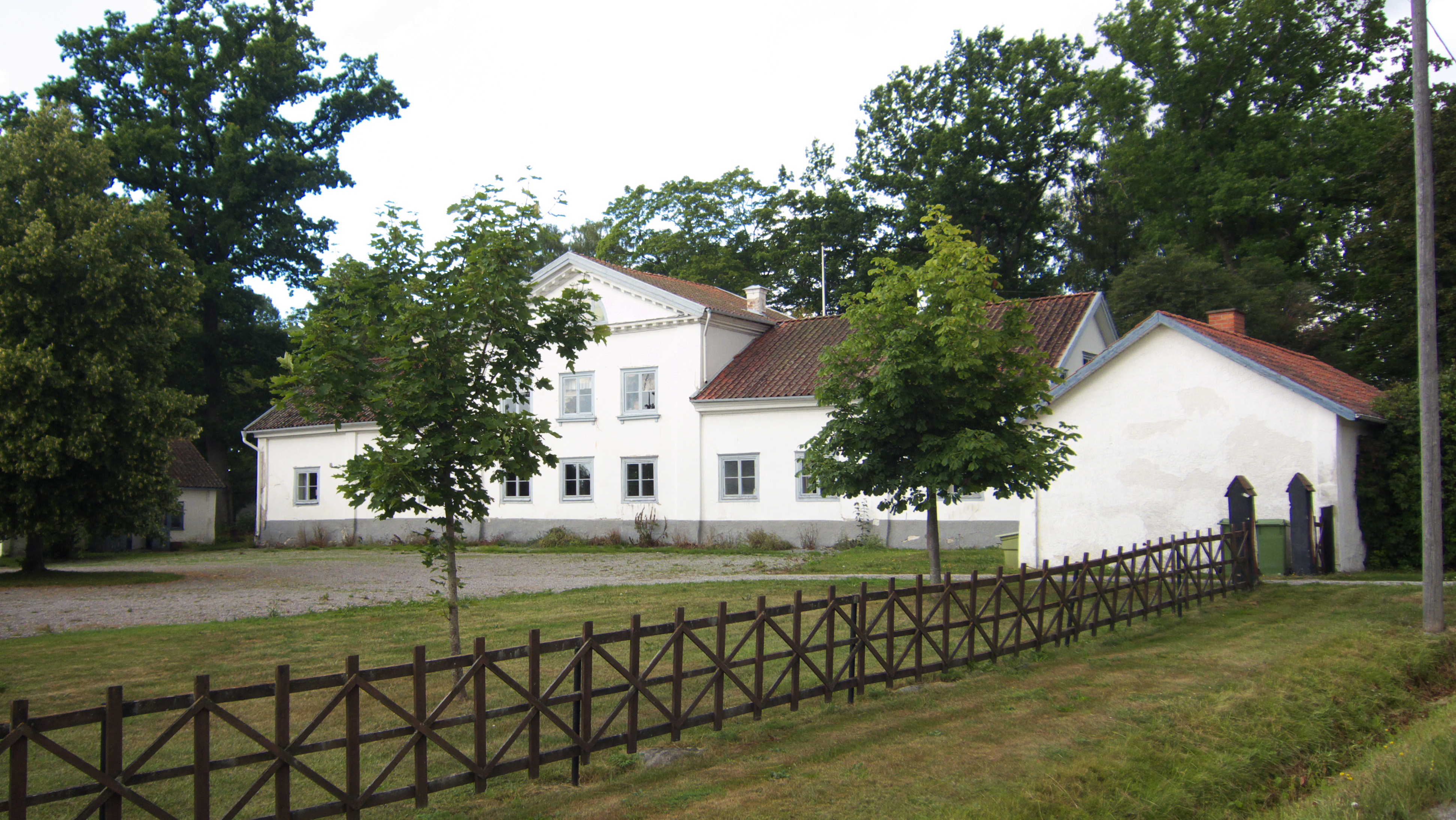
Veckholms gamla prästgård

Veckholms gamla prästgård är ett byggnadsminne i Veckholms by och socken, Enköpings kommun.
Prästgården uppfördes ursprungligen som en mellansvensk gårdstyp med ladugården placerad på östra sidan om landsvägen till Enköping. De laga husen sköttes var för sig av de i pastoratet ingående församlingarna Kungs-Husby, Torsvi och Veckholm. Prästgården kan rekonstrueras i sitt utseende utifrån synesprotokoll tillbaka till slutet av 1600-talet. Själva mangårdsbyggningen bestod då av en västlig del med en stuga med torvtak uppförd vid slutet av 1500-talet eller tidigt 1600-tal som underhölls av Kungs-Husby socken och en östlig del med bagarstuga och förstuga som underhålls av Veckholms socken. Den ersattes vid mitten av 1700-talet av den nu bevarade byggnaden som är ovanligt långsmal. Den var ursprungligen försedd med rödfärgad timmer och torvtak, men brädfordrades i slutet av 1700-talet och försågs samtidigt med tegeltak. I början av 1800-talet försågs byggnaden med en antikiserande frontespis samtidigt som fasaderna reveterades. De försågs även i slutet av 1800-talet med en veranda, som dock revs 1950, i samband med att byggnaden blev hembygdsgård.